# Zapotèque de Mitla
Le zapotèque de Mitla (ou didxsaj, zapotec de Tlacolula Est central, zapotec de la vallée de l'Est) est une variété de la langue zapotèque parlée dans la vallée de Mitla de l'État de Oaxaca, au Mexique.

## Classification
Le parler zapotèque de Mitla est une langue amérindienne. Les parlers zapotèques constituent une des branches de la famille des langues oto-mangues.

## Localisation géographique
Le zapotèque de Mitla est parlé à San Pablo Villa de Mitla (en) et dans ses environs. La ville se situe dans le district de Tlacolula (en) dans l'Oaxaca, au Sud-Est d'Oaxaca de Juárez,. 

## Utilisation
Le zapotèque de Mitla est utilisé par des personnes de tous âges, dans tous les domaines pour la plupart des adultes, notamment oralement par l'administration locale, pour le commerce, parfois dans les médias et à l'église. Un dixième de ses locuteurs utilise aussi l'anglais, 10 % savent l'écrire et 40 % de ceux qui l'ont appris en tant que langue maternelle savent lire et écrire, pour 80 à 90 % de ceux qui l'ont appris en tant que langue seconde.

## Écriture
| a | ä | b | c | ch | d | dx | dz | e | f | g | h | i | j | l | ḻ | m | m̱ | n | ṉ | o | p | q | r | ṟ | s | t | tz | u | v | w | x | xh | y | z |

## Phonologie
Les tableaux présentent les phonèmes du zapotèque parlé à san Pablo Villa de Mitla.

### Voyelles
|         | Antérieure | Centrale | Postérieure |
| ------- | ---------- | -------- | ----------- |
| Fermée  | i [i]      |          | u [u]       |
| Moyenne | e [e]      |          | o [o]       |
| Ouverte | æ [æ]      | a [a]    |             |

### Qualité des voyelles
Le zapotèque de Mitla ne compte que six voyelles de base, mais, à celles-ci, s'ajoutent trois autres séries de voyelles. Elles peuvent être laryngalisées, [a̰], glottalisées, [aʔ] ou aspirées, [a̤].

### Consonnes
|               |               | Bilabiale | Dentale  | Rétrofl. | Palatale  | Vélaire | Lab-vél. | Glottale |
| ------------- | ------------- | --------- | -------- | -------- | --------- | ------- | -------- | -------- |
| Occlusives    | Tendues       | p [pː]    | t [tː]   |          |           | k [kː]  | kw [kːʷ] |          |
| Occlusives    | Douces        | b [b]     | d [g]    |          |           | g [g]   | gw [gʷ]  |          |
| Fricatives    | Tendues       | f [f]     | s [s]    |          | ʃ [ʃ]     |         |          | h [h]    |
| Fricatives    | Douces        |           | z [z]    |          | ʒ [ʒ]     |         |          |          |
| Affriquées    | Tendues       |           | ts [tː͡s] |          | tʃ [tː͡ʃ ] |         |          |          |
| Affriquées    | Douces        |           | dz [d͡z]  |          | dʒ [d͡ʒ]   |         |          |          |
| Nasales       | Tendues       | mː [mː]   | nː [nː]  |          |           |         |          |          |
| Nasales       | Faibles       | m [m]     | n [n]    |          |           |         |          |          |
| Liquides      | Tendues       |           | lː [lː]  | ɽː [ɽː]  |           |         |          |          |
| Liquides      | Faible        |           | l [l]    | ɽ [ɽ]    |           |         |          |          |
| Semi-voyelles | Semi-voyelles | w [w]     |          |          | j [j]     |         |          |          |

### Opposition des consonnes
Les consonnes, en zapotèque de Mitla, ne s'opposent pas selon un schéma classique de voisement, entre sourdes et sonores, mais selon leur tension, entre consonnes tendues, ou fortes, et consonnes douces, ou faibles.  Les occlusives, nasales et latérales fortes sont réalisées comme des consonnes longues. 

### Langue tonale
Le zapotèque de Mitla est une langue tonale,.